# Josh Brolin
Josh James Brolin (Santa Mônica, 12 de fevereiro de 1968) é um ator americano. Brolin é conhecido principalmente por seus papéis nos filmes The Goonies, No Country for Old Men, Milk, True Grit, Men in Black III, Hollow Man, Gangster Squad, American Gangster, Deadpool 2, Vingadores: Guerra Infinita e Vingadores: Ultimato.
É filho do também ator James Brolin com a atriz Jane Cameron Agee.

## Filmografia
- 1985 - The Goonies
- 1986 - Thrashin'
- 1989 - Young Riders
- 1996 - Bed of Roses
- 1996 - Flirting with Disaster
- 1997 - Mimic Nightwatch
- 1999 - All the Rage
- 1999 - The Mod Squad
- 1999 - Best Laid Plans
- 2000 - Picnic
- 2000 - Hollow Man
- 2000 - Slow Burn
- 2003 - Mister Sterling
- 2004 - Melinda and Melinda
- 2005 - Into the West
- 2005 - Into the Blue
- 2006 - The Dead Girl
- 2007 - Grindhouse
- 2007 - In the Valley of Elah
- 2007 - No Country for Old Men
- 2007 - American Gangster
- 2008 - W.
- 2008 - Milk
- 2009 - Nailed
- 2010 - Jonah Hex
- 2010 - Wall Street: Money Never Sleeps
- 2010 - You Will Meet a Tall Dark Stranger
- 2010 - True Grit
- 2012 - Men In Black III
- 2013 - Sin City: A Dame to Kill For
- 2013 - Gangster Squad[1]
- 2013 - Refém da paixão/Um segredo do passado
- 2013 - Oldboy
- 2014 - Guardiões da Galáxia como Thanos
- 2015 - Vingadores: Era de Ultron como Thanos
- 2015 - Sicario
- 2015 - Evereste
- 2016 - Hail, Caesar!
- 2017 - Homens de Coragem
- 2018 - Avengers: Infinity War como Thanos
- 2018 - Deadpool 2 como Cable
- 2018 - Sicario 2: Soldado
- 2019 - Avengers: Endgame como Thanos
- 2020 - Onward como Maxwell (voz)
- 2021 - Flag Day
- 2021 - Duna como Gurney Halleck

## Televisão
- 2005 - No Limite da Inocência (Minissérie)
- The Annual Academy Awards (1953) (Feito para televisão)
- 2021 - What If...? como Thanos (voz) 1 episódio
- 2022 - Outer Range